# Seleção Brasileira de Voleibol Masculino Sub-19
A Seleção Brasileira de Voleibol Masculino Sub-19, também conhecida como Brasil Sub-19, é a seleção brasileira de voleibol formada por jogadores com idade inferior a 19 anos. A equipe é mantida pela Confederação Brasileira de Voleibol (CBV) e encontra-se na 9ª posição do ranking mundial da FIVB segundo dados de 4 de setembro de 2024.

## Resultados

### Jogos Olímpicos da Juventude
A Seleção Brasileira Sub-19 nunca participou dos Jogos Olímpicos da Juventude.

### Campeonato Mundial
| Campeonato Mundial Sub-19 | Campeonato Mundial Sub-19 | Campeonato Mundial Sub-19 |
| Ano                       | Sede                      | Classificação             |
| ------------------------- | ------------------------- | ------------------------- |
| 1989                      | Dubai                     | 1º                        |
| 1991                      | Porto                     | 1º                        |
| 1993                      | Istambul                  | 1º                        |
| 1995                      | San Juan                  | 1º                        |
| 1997                      | Teerã                     | 5º                        |
| 1999                      | Riade                     | 7º                        |
| 2001                      | Cairo                     | 1º                        |
| 2003                      | Suphanburi                | 1º                        |
| 2005                      | Argel–Orã                 | 2º                        |
| 2007                      | Tijuana–Mexicali          | 7º                        |
| 2009                      | Bassano–Jesolo            | 9º                        |
| 2011                      | Almirante–Bahía Blanca    | 9º                        |
| 2013                      | Tijuana–Mexicali          | 5º                        |
| 2015                      | Corrientes–Resistência    | 6º                        |
| 2017                      | Rifa–Issa                 | 8º                        |
| 2019                      | Tunes                     | 9º                        |
| 2023                      | San Juan                  | 9º                        |
| 2025                      | Tasquente                 | 10º                       |

### Campeonato Sul-Americano
| Campeonato Sul-Americano Sub-19 | Campeonato Sul-Americano Sub-19 | Campeonato Sul-Americano Sub-19 |
| Ano                             | Sede                            | Classificação                   |
| ------------------------------- | ------------------------------- | ------------------------------- |
| 1978                            | Buenos Aires                    | 1º                              |
| 1980                            | São Paulo                       | 1º                              |
| 1982                            | Assunção                        | 1º                              |
| 1984                            | Santiago                        | 1º                              |
| 1986                            | Lima                            | 1º                              |
| 1988                            | Córdova                         | 1º                              |
| 1990                            | La Paz                          | 1º                              |
| 1992                            | Valencia                        | 1º                              |
| 1994                            | Caracas                         | 1º                              |
| 1996                            | Assunção                        | 1º                              |
| 1998                            | Quito                           | 1º                              |
| 2000                            | Neuquén                         | 1º                              |
| 2002                            | Santiago                        | 1º                              |
| 2004                            | Cáli                            | 1º                              |
| 2006                            | Rosário                         | 1º                              |
| 2008                            | Poços de Caldas                 | 2º                              |
| 2010                            | La Guaira                       | 2º                              |
| 2012                            | Santiago                        | 1º                              |
| 2014                            | Paipa                           | 2º                              |
| 2016                            | Lima                            | 2º                              |
| 2018                            | Sopó                            | 1º                              |
| 2022                            | Araguari                        | 2º                              |
| 2024                            | Araguari                        | 2º                              |

### Copa Pan-Americana
| Copa Pan-Americana Sub-19 | Copa Pan-Americana Sub-19 | Copa Pan-Americana Sub-19 |
| Ano                       | Sede                      | Classificação             |
| ------------------------- | ------------------------- | ------------------------- |
| 2011                      | Mexicali                  | 1º                        |

## Elenco atual
Atletas convocados para a disputa do Campeonato Mundial Sub-19 de 2023.
| Camisa | Nome                   | Posição    | Altura (m) | Peso (kg) | Clube atual              |
| ------ | ---------------------- | ---------- | ---------- | --------- | ------------------------ |
| 1      | João Pedro Centola     | Líbero     | 1,87       | 78        | —                        |
| 2      | Martos Antonio Neto    | Central    | 2,10       | 95        | —                        |
| 4      | Henrique Guedes        | Central    | 1,99       | 95        | Minas Tênis Clube Sub-21 |
| 5      | Bryan Lucas            | Oposto     | 2,04       | 85        | Minas Tênis Clube        |
| 6      | Vinícius Miranda       | Ponteiro   | 1,99       | 87        | Vôlei Renata Sub-19      |
| 8      | Marco Antônio Portilho | Levantador | 1,88       | 70        | Minas Tênis Clube Sub-21 |
| 9      | Felipe Parra           | Ponteiro   | 2,01       | 85        | Sada Cruzeiro Vôlei      |
| 10     | João Pedro Ávila       | Ponteiro   | 1,83       | 82        | —                        |
| 11     | Thiago Vaccari         | Ponteiro   | 1,95       | 78        | Vôlei Renata             |
| 15     | João Felipe Galando    | Levantador | 1,81       | 63        | ABC do Voleibol          |
| 17     | Matheus Dobkowski      | Central    | 2,02       | 89        | Minas Tênis Clube Sub-21 |
| 18     | Diogo dos Anjos        | Ponteiro   | 1,90       | 82        | Minas Tênis Clube Sub-17 |